# Moraleja de Enmedio
Moraleja de Enmedio è un comune spagnolo di 3 336 abitanti situato nella comunità autonoma di Madrid.